# Élizabeth Teissier
Pour les articles homonymes, voir Teissier.
Élizabeth Teissier est une mannequin, actrice et astrologue française, née le 6 janvier 1938 à Alger (Algérie française).
D’abord mannequin et actrice, notamment dans le domaine de l'érotisme, elle crée en 1975-1976 sur la chaine française Antenne 2 le premier horoscope télévisé quotidien. En 1981, elle lance l'émission télévisée Astro Show en Allemagne. Elle est docteure en sociologie.
Élizabeth Teissier a été l'objet de plusieurs controverses : l'obtention de sa thèse de doctorat en sociologie a été contestée par une partie de la communauté scientifique, notamment les sociologues, et certaines de ses prédictions astrologiques erronées, et ses affirmations pseudo-scientifiques en général, ont été critiquées.

## Biographie

### Origines et formation
Élizabeth Teissier naît sous le nom d’état civil de Germaine Élisabeth Claire Hanselmann le 6 janvier 1938 à Alger d'un père suisse, Walter Hanselmann, où celui-ci possède une affaire d'import-export, et d'une mère française, Germaine Lebar, qui a des origines hongroises et espagnoles. Elle fait ses études à Berne, Casablanca, Chambéry et Paris. En 1959, elle entame un cursus de médecine qu’elle interrompt ; elle se marie en 1960 ; en 1962, elle obtient une licence en lettres modernes et en 1963 un DEA en lettres modernes.

### Carrière
Élizabeth Teissier débute comme professeur de français dans un lycée de Lyon, mais n'y reste que quelques semaines. Entre 1964 et 1975, elle exerce la profession de mannequin pour Coco Chanel, à l’agence Catherine Harlé, puis chez Models International. Elle pose notamment pour des photos de mode dans les magazines ELLE, Vogue et Harper's Bazaar.
Entre 1965 et 1975, elle joue dans une quinzaine de films, notamment dans le registre érotique soft, mais pas seulement, puisqu'elle est également dirigée par Marcel Carné, William Klein, Philippe de Broca ou encore Yves Robert et Sydney Pollack (Un château en enfer, en 1969), c'est à l'époque du tournage de ce film en 1968 que Federico Fellini lui conseille d'étudier l'astrologie. Elle devient alors l'élève de l'astrologue Henri-Joseph Gouchon. Par la suite, de 1975 à 2009, elle tient plusieurs chroniques d'astrologie dans la presse écrite, présente plusieurs émissions d'astrologie à la télévision et publie un plaidoyer en faveur de l'astrologie :
- du 16 juillet 1975 au 15 février 1976 : Astralement vôtre ou Interlude astral, émission quotidienne sur Antenne 2 (aujourd'hui France 2), diffusé de 20 h 30 à 20 h 40. L'émission déclenche un tollé de la part de l’Union rationaliste, dont le président Evry Schatzman sera opposé à Élizabeth Teissier lors de l'émission L’Huile sur le feu, animée par Philippe Bouvard, le 28 février 1977, et des élus communistes. À la suite d'une question posée au Parlement par un député, à la rentrée 1975 la diffusion de l'émission est repoussée après le dernier journal du soir[6] ;
- avril 1976 : publication de Ne brûlez pas la sorcière (une défense de l’astrologie), chez J.- J. Pauvert, avec une préface de Raymond Abellio[7] ;
- 1977-2003 : rubrique astrologique du magazine Télé 7 jours ;
- 1977-1979 : Au Bonheur des astres, émission hebdomadaire sur Antenne 2 au cours de laquelle elle interprète le thème astrologique de personnalités parmi lesquelles Hervé Bazin, Jean d'Ormesson, Serge Gainsbourg, Philippe Bouvard, Marie Laforêt, Marina Vlady ou Gilbert Bécaud, dans le cadre de l'émission Aujourd'hui Madame[8] ;
- 1979-1980 : La Légende des Ciels, émission hebdomadaire sur Antenne 2 ;
- 1980-1983 : Astro Show : sur ARD, ORF et SF en Allemagne, Autriche et Suisse ;
- de 1989 à 1995, elle enregistre plusieurs cassettes audio avec François Mitterrand. Des extraits de ces cassettes sont diffusés sur France Info en mai 1997, lors de la publication de son ouvrage Sous le signe de Mitterrand, sept ans d’entretiens (Éditions no 1) ;
- le 1er février 2003, elle devient l’astrologue en titre de l’hebdomadaire de TV Mag, du groupe Figaro.

Élizabeth Teissier a conseillé le président François Mitterrand entre 1989 et 1995.
Le 7 avril 2001, elle soutient une thèse de doctorat en sociologie, dirigée par Michel Maffesoli, publiée sous le titre Situation épistémologique de l'astrologie à travers l'ambivalence fascination-rejet dans les sociétés postmodernes et obtient le titre de docteur en sociologie à l'université Paris-V.
En décembre 2008, elle crée une association à but non lucratif (loi de 1901), « Les enfants de Gaia », qui a pour but « d'œuvrer à une régulation des comportements humains collectifs ou individuels préjudiciables à la planète et à ses habitants, et ce notamment par le biais de publications, conférences, recherches, événements et médiatisation sur tous supports, en France et à l'étranger ».

### Vie privée
Le 16 avril 1960, Élizabeth Teissier épouse André Teissier du Cros, ingénieur à l'Institut supérieur de mécanique de Paris (SupMeca).
Lorsqu’elle divorce en 1983, elle est autorisée par le tribunal à garder son nom d'épouse, en raison de sa notoriété acquise pendant son mariage. Elle a deux filles : Isabelle et Marianne.

## Prévisions astrologiques
Élizabeth Teissier affirme avoir prévu certains événements, en se fondant sur la concordance entre ses prévisions et les événements survenus aux alentours des dates qu'elle avait prévues. Elle revendique notamment avoir prévu la tentative d’assassinat du pape Jean-Paul II le 13 mai 1981 et la Perestroïka en 1989, ou encore l'explosion en vol de la navette spatiale Challenger, le 28 janvier 1986, à partir de sa prévision d'une « période néfaste pour les USA et Ronald Reagan » dans son horoscope paru en 1984 pour l'année 1985. Certaines de ses prévisions concernent des catastrophes, comme l'explosion de la centrale nucléaire de Tchernobyl le 26 avril 1986 ou le Krach boursier du 19 octobre 1987.
D'autres prévisions concernent la géopolitique (conflits, guerres, attentats) ou des chefs d'État, comme celle qu'Élizabeth Teissier revendique au sujet du décès du roi Baudoin Ier de Belgique, le 31 juillet 1993 : elle annonçait alors une possible abdication « pour raisons de santé ». De même, Élizabeth Teissier revendique la prévision du crash de l'avion de John Fitzgerald Kennedy, Jr., le 17 juillet 1999, son horoscope ayant annoncé « une crise importante […] sous forme d'une épreuve nationale […] qui aura trait à l'aéronautique ». Ses prévisions incluent également des résultats de compétitions sportives ou électorales.
Une prévision récente revendiquée par Élizabeth Teissier concerne la faillite de la banque Lehman Brothers, le 13 septembre 2008 : son horoscope prévoyait alors des « bogues informatiques » ainsi que des « turbulences boursières » et des « revirements ».

### Critiques
Élizabeth Teissier est souvent critiquée pour ses nombreuses prédictions erronées, et les faux espoirs qu'elles peuvent susciter. Elle est également critiquée par d'autres astrologues dont l'activité se centre moins sur la prédiction que sur la dimension psychologique de l'astrologie.

#### Prédictions sportives
Une de ses prévisions, concernant la victoire supposée de l'équipe de France de football à l'Euro 2008, se révèle finalement erronée. Cette prédiction, où Élizabeth Teissier déclarait avoir été « éblouie » par le « ciel de Raymond Domenech », est parue le lendemain de l'élimination de la France dans le magazine suisse L'Illustré.

#### Dominique Strauss-Kahn
En décembre 2010, Élizabeth Tessier prédisait à Dominique Strauss-Kahn que 2011 serait « une année géniale » : « à 62 ans, c’est l’année de sa vie », prédisait-elle en se fondant sur ce qu'elle percevait comme « un grand tournant dans son destin, qui se prolonge sur le printemps 2012 ». En mai 2011, un scandale judiciaire a entraîné l'inculpation de Dominique Strauss-Kahn pour agression sexuelle par un tribunal américain et l'a forcé à démissionner de son poste de directeur du Fonds monétaire international, annihilant totalement ses chances, jusque-là jugées excellentes par les enquêtes d'opinion publique, de devenir candidat à l'élection présidentielle française de 2012.

#### Prédictions sur le cancer
Élizabeth Teissier a suscité une nouvelle polémique en septembre 2007 en confiant dans un entretien avec le quotidien suisse Le Matin que « dans un thème astral, on peut voir si on a des prédispositions pour le cancer, et la nature du cancer en question ». D'une façon générale, elle a ajouté « qu'en analysant le ciel natal de quelqu'un, on peut tirer des conclusions sur ses prédispositions pathologiques » et que de toute façon « l’astrologie n’a jamais tué personne, contrairement à la médecine ».
Ses déclarations et son comportement ont été dénoncés par des professionnels de la cancérologie, ainsi que par d'autres astrologues comme Mariella Madonna, qui estime qu'Élizabeth Teissier « joue sur sa notoriété pour raconter n'importe quoi ».

#### Prédictions sur les attentats du 11 septembre 2001
Élizabeth Teissier estime avoir partiellement prédit les attentats du 11 septembre 2001, ayant évoqué « un climat de tension » dans son livre Horoscope 2001, qui évoque des attentats pour le 5 août 2001. Dans ce même horoscope, elle décrit également le 11 septembre comme un « jour heureux pour les transports ».

### Évaluation de ses performances
Élizabeth Teissier écrit régulièrement qu'elle situe son taux de réussite à 80 %, voire 90 % de ses prédictions. Le Cercle Zététique du Languedoc-Roussillon, via un test mené à l'université de Nice d'avril 2000 à janvier 2001, avance toutefois que les prédictions d'Élizabeth Teissier et les prédictions aléatoires d'un ordinateur aboutissent à des résultats identiques.
Une équipe a comparé vingt-deux prévisions réalisées avec la méthode d'Élizabeth Teissier pour l'année 2000 à vingt-deux prévisions réalisées par un groupe utilisant un raisonnement de bon sens, et vingt-deux prévisions réalisées par un ordinateur choisissant des dates aléatoires.
- Objectif pour les prédictions avec la méthode d'Élizabeth Teissier : 16 réussites minimum (soit 73 % de 22)
- Résultats :
  - méthode aléatoire : 8 réussites ;
  - méthode « Teissier » : 7 réussites ;
  - méthode « Bon sens » : 7 réussites.

Le protocole conclut à l'absence totale de don particulier chez Élizabeth Teissier, et à l'équivalence entre ses analyses et une méthode utilisant le sens commun, ou même le hasard.

## Controverses

### Une thèse de sociologie controversée
Le 7 avril 2001, Élizabeth Teissier soutient à l'université Paris-Descartes une thèse intitulée Situation épistémologique de l'astrologie à travers l'ambivalence fascination-rejet dans les sociétés postmodernes, dirigée par Michel Maffesoli et dont le jury présidé par Serge Moscovici, comprend aussi Françoise Bonardel, Patrick Tacussel, Gilbert Durand et Patrick Watier. La thèse s'ouvre sur une citation apocryphe attribuée à Albert Einstein, vantant les mérites de l'astrologie, bien qu'une recherche ait montré que jamais Einstein n'avait tenu ces propos.
La soutenance, dont l'astrophysicien Jean Audouze avait en vain demandé l'annulation la veille, fut ponctuée d'une séquence d'applaudissements suivant l'exposé introductif de l'auteur, suscitant un rappel à l'ordre de Serge Moscovici. Elle fut aussi l'occasion pour une partie du public assistant à la thèse (entre 200 et 300 personnes selon les témoignages) de manifester ses premiers signes de protestation. Sven Ortoli, rédacteur en chef du magazine Science et Vie Junior, se leva et déclara : « Je dois partir, mais c’est une farce à laquelle on assiste aujourd’hui. Le roi est nu ! » ; d'autres personnes comme le chirurgien cardiaque Christian Cabrol quittèrent l'amphithéâtre Liard en claquant la porte.
L'attribution à Élizabeth Teissier du titre de docteur en sociologie à l'issue de la soutenance « a créé une vive polémique au sein de la communauté [scientifique], et a conduit plusieurs sociologues à intervenir pour en remettre en cause la légitimité ». La thèse a immédiatement suscité de nombreuses critiques dans le milieu de la sociologie française, notamment celle (publiée par Le Monde) de Christian Baudelot et Roger Establet le 17 avril 2001, et la pétition adressée, le 30 avril 2001, au président de l'université Paris-Descartes, et signée par 300 sociologues. De nombreuses réactions critiques ont été publiées dans la presse quotidienne nationale,, au côté de commentaires moins radicaux.
Pour le Pr Jean Ziegler de l'Université de Genève, l'affaire serait liée à des rivalités entre universitaires : « Le corpus delicti ? La thèse de doctorat en sociologie de 980 pages, défendue devant un public international de haute volée à la Sorbonne. Le jury, d'une qualité exceptionnelle, a donné à la candidate la note « très honorable ». Les 370 scientifiques de plusieurs facultés ont commencé une vraie chasse aux sorcières aussi bien dans la presse (surtout dans Le Monde et Libération) et dans les réunions de protestation, ne donnant aucune preuve que cette thèse manque de scientificité… La première cible de ces « chasseurs » n'était ni l'astrologie, ni l'auteur (de la thèse), mais son professeur, Michel Maffesoli et le président du jury, Serge Moscovici (...). Il s'agit de gros sous pour la recherche (...), de la maîtrise de puissantes publications scientifiques (…). Moscovici et Maffesoli (avec Edgar Morin et Jean Duvignaud) sont aujourd'hui les représentants les plus éminents de la sociologie compréhensive (…). Ces professeurs sont considérés comme une menace et ils nourrissent les mouvements de résistance sociale contre le capitalisme sauvage en France. Moscovici, Morin et Maffesoli donnent des armes théoriques (idéologiques) à ces mouvements. Des élections présidentielles sont prévues pour l'année prochaine. On tape sur Frau Doktor Elizabeth Teissier et on espère chasser ces professeurs subversifs de la Sorbonne. Heureusement, cette tentative a échoué pour l'instant ».
Marcel Bolle de Bal, président d'honneur de l'Association internationale des sociologues de langue française, a pris la défense d'Élizabeth Teissier dans une tribune publiée dans Le Soir du 20 septembre 2001. Sans juger de la valeur de la thèse soutenue, qu'il dit ne pas avoir lue, il dénonce ce qu'il appelle « le caractère irrationnel, subjectif, politique de [la] réaction démesurée » de certains scientifiques, réaction qui porterait plus sur la personnalité médiatique de l'astrologue que sur le contenu de la thèse.
Judith Lazar écrit dans Le Figaro sous le titre Retour sur une chasse aux sorcières : « Le petit monde de la sociologie se met en effervescence, les pétitions circulent et les signataires s'empressent d'exprimer leur indignation, sans se soucier un instant du contenu de la thèse. Certes, l'auteur n'est pas une inconnue du grand public, mais est-ce suffisant pour proclamer, avant de lire, ne serait-ce qu'une page de sa thèse, la supercherie ? Sans oublier que ce travail a subi toutes les étapes nécessaires de la procédure ; que le jury a été présidé par l'un des plus grands psycho-sociologues de notre époque, Serge Moscovici. »
Au-delà de la sociologie, quatre prix Nobel français (Claude Cohen-Tannoudji, Jean-Marie Lehn, Jean Dausset et Pierre-Gilles de Gennes) ont également protesté contre le titre de docteur délivré à Élizabeth Teissier par le biais d'une lettre de protestation adressée à Jack Lang, ministre de l'Éducation nationale à l'époque. Ce dernier les renverra dos à dos en soulignant que la Sorbonne[réf. nécessaire][pas clair] est seule à faire autorité en la matière.[réf. nécessaire]

#### L'analyse scientifique de la thèse
Les aspects scientifiques, philosophiques et sociologiques de la thèse ont été étudiés par un collectif de scientifiques issus de plusieurs disciplines, dont des membres du Collège de France. La thèse a ainsi été analysée en détail par un groupe composé d'astrophysiciens et d'astronomes (Jean-Claude Pecker, Jean Audouze, Denis Savoie), de sociologues (Bernard Lahire, Philippe Cibois et Dominique Desjeux), d'un philosophe (Jacques Bouveresse) et de spécialistes des pseudo-sciences (Henri Broch et Jean-Paul Krivine).
D'après cette analyse, la thèse n'est valide d'aucun point de vue, ni sociologique, ni astrophysique, ni épistémologique :
« Une fois établie l'absence de sociologie tout au long de la thèse qui prétend pourtant se rattacher à l'une des grandes traditions sociologiques (cf. « La non thèse de sociologie d'Élizabeth Teissier »), le rapport de lecture pourrait se conclure sur un jugement de dysfonctionnement des procédures universitaires, pour ne pas dire plus. Mais la thèse se place elle-même sur un terrain qui échappe totalement au sociologue. Par ses multiples références à des mécanismes célestes et par la revendication permanente de la légitimité académique et scientifique du discours astrologique, l'auteur de la thèse oblige le lecteur-sociologue à passer le relais aux physiciens et astrophysiciens afin qu'ils se prononcent sur le degré de sérieux des références et citations scientifiques utilisées, ainsi que des arguments ou des « preuves irréfutables en faveur de l'influence planétaire » (cf. « Une non-thèse qui cache mal une vraie thèse : un plaidoyer pro-astrologique »). Enfin, parce qu'il est question d'épistémologie dans la thèse, que les références à des philosophes sont multiples et que la philosophie était représentée dans le jury de thèse, il paraissait logique d'examiner la thèse à partir d'un point de vue philosophique (cf. "Remarques philosophiques conclusives"). »
L'expertise collective conclut ainsi que le travail d'Élizabeth Teissier ne remplit pas les exigences de rigueur scientifique d'une recherche de doctorat, quelle que soit la discipline considérée et qu'il s'agit tout au plus d'un plaidoyer pro domo de l'astrologie. Cette première vague de critiques a donné lieu en 2002 à la publication d'un article rédigé par Bernard Lahire et relu par Stéphane Beaud et Christine Détrez.

#### Réaction des associations professionnelles de la sociologie
Le texte de Bernard Lahire établit un jugement clair – « la thèse d'E. Teissier n'est, à aucun moment ni en aucune manière, une thèse de sociologie » – qui sera repris par les présidents des associations professionnelles de la sociologie française. À l'occasion de la thèse, ces associations produisent un historique de l'affaire et une contre expertise de la thèse. Y figure également une critique radicale par des spécialistes en astronomie et en astrophysique qui relèvent de grandes inexactitudes dans ce qu'ils désignent comme une « non-thèse ». La réaction des associations professionnelles prend également la forme d'un texte commun des représentants suivants :
- Claude Dubar, président de la Société française de sociologie, devenue Association française de sociologie (AFS) ;
- Daniel Filâtre, président de l'Association des sociologues enseignants du supérieur (ASES) ;
- Jean-Yves Trepos, président de la section 19 (sociologie, démographie) du Conseil national des universités (CNU).

Ce texte commun conclut : 
« Première question : les procédures [d'attribution de doctorat] ont-elles été respectées ? La réponse est oui. (…) »
« Seconde question : le document déposé par Madame Teissier constitue-t-il une thèse de sociologie ? Pour la grande majorité des collègues sociologues qui l'ont lue, la réponse est non. Ce n'est pas un texte qui apporte quelque connaissance que ce soit à l'étude sociologique des conceptions, croyances ou pratiques astrologiques. Même si c'est ce qui est annoncé ou ce que l'on peut espérer en lisant le début de la thèse, ce n'est pas ce qui est fait ou dit, dans le corps du texte. (…) »
« Troisième question : la soutenance de Madame Hanselmann-Teissier, et son issue, le grade de docteur en sociologie, impliquent-ils une “entrée de l'astrologie à l'université” ? Évidemment non. »
Dans un courriel daté du 23 avril 2001 adressé à de nombreux sociologues, Michel Maffesoli a reconnu que la thèse d'Élizabeth Teissier incluait quelques « dérapages ». Son courriel minimise l'importance de ces erreurs et dénonce un acharnement sur son cas et sur celui d'Élizabeth Teissier :
« En toute honnêteté, lequel d'entre nous, directeur de thèse n'a pas laissé passer de tels "dérapages" ? (…) Il ne faudrait pas que cette thèse serve de prétexte à un nouveau règlement de comptes contre une des diverses manières d’envisager la sociologie. (…) Est ce que cette thèse n'est pas un simple prétexte pour marginaliser un courant sociologique, et disons le crûment, pour faire une chasse à l'homme, en la matière contre moi-même ? »
La thèse d'Élizabeth Teissier est partiellement disponible en ligne et a été éditée en décembre 2001 par une grande maison d'édition française sous le titre L'Homme d'aujourd'hui et les astres. Fascination et rejet. Philippe Cibois a noté des différences mineures entre les deux textes.
Le philosophe Jacques Bouveresse a résumé les différents débats qui s'entremêlent dans « l'affaire Teissier » :
« Ce qui est préoccupant n'est évidemment pas seulement la tendance à croire qu'une rhétorique antiscientifique et antirationaliste qui ne fait, pour l'essentiel, que ressasser maladroitement toutes les formules et tous les lieux communs à la mode peut tenir lieu de réflexion épistémologique. C'est aussi et même surtout l'idée que l'acceptation d'une thèse de cette sorte par un jury universitaire constitué de personnalités en principe compétentes donne du niveau d'exigence extraordinairement bas auquel on est aujourd'hui descendu dans les questions de cette sorte. Et il ne serait pas sérieux de prétendre qu'il s'agissait, en l'occurrence, d'une thèse de sociologie, et non d'épistémologie ; car, en plus du fait que cela ne constituerait sûrement pas une excuse, il n'est pas nécessaire d'être sociologue pour se rendre compte au premier coup d'œil que c'est faux. Ce qui est certain, en revanche, est que le fait qu'une thèse de cette sorte ait pu être soutenue et se voir attribuer la mention "très honorable" devrait constituer un problème intéressant pour la sociologie de la connaissance en général et celle de l'évolution des normes et des pratiques universitaires en particulier. »

#### Les suites de «l'affaire Teissier»
L'affaire Teissier est un événement bien connu dans le milieu des sociologues français, qui apparaît dans plusieurs textes d'études de la discipline.
À la suite de cette affaire, deux colloques ont été organisés pour discuter du contenu et de la validité de la thèse :
- une rencontre-débat intitulée La Thèse de sociologie, questions épistémologiques et usages après l'affaire Teissier a été organisée à la Sorbonne le 12 mai 2001 par l'Association des sociologues enseignants du supérieur (ASES)[53]. Michel Maffesoli fut présent à cette rencontre[54] et assista aux contre-exposés de Christian Baudelot et par Lucien Karpik[55] ;
- un colloque intitulé Raisons et sociétés a été organisé à la Sorbonne le 18 décembre 2002 afin d'ouvrir une discussion sur le fond et de proposer une réponse théorique aux critiques. Un certain nombre d'intellectuels et de scientifiques se sont joints à cet événement, afin de porter le débat sur les enjeux scientifiques soulevés par la polémique. Edgar Morin, le physicien Jean-Marc Lévy-Leblond, Mary Douglas, Paolo Fabbri, Franco Ferrarotti entre autres étaient présents à cette rencontre.

### Procès contre la fondation Wikimedia
En juillet 2015, l’astrologue attaque la Wikimedia Foundation, considérant que la page Wikipédia la concernant porte atteinte à sa réputation, sans, de plus, pouvoir bénéficier d'un droit de réponse adéquat. Elle perd son procès en première instance, puis fait appel. En juin 2016, la cour d'appel de Paris la déboute, considérant que la fondation Wikimedia n'a qu'un rôle technique d'hébergeur, n'intervenant pas dans le contenu, et que « les propos tenus à l’égard de Mme Teissier ne sont pas insultants et relèvent plutôt de la libre critique »,,,.

## Publications
- Ne brûlez pas la sorcière, Pauvert, 1976.
- Astralement vôtre ou le triomphe d’une vocation, Laffont, 1980.
- L’Astrologie, science du XXIe siècle, Édition no 1, 1988, 1994 (premier livre d’astrologie occidentale traduit en chinois)
- Vos Étoiles jusqu’en l’an 2001, Édition no 1, 1989, 1993.
- Astrologie Passion, Hachette, 1992 (encyclopédie d’astrologie).
- Étoiles et Molécules, Grasset, 1992 (dialogue avec le Dr Henri Laborit).
- Les Douze Signes du zodiaque, 1994.
- Les Étoiles de l’Élysée, Édition no 1, 1995.
- Sous le signe de Mitterrand. Sept ans d’entretiens, Édition no 1, 1997.
- Le Passage de tous les dangers, 1999-2004, Robert Laffont, 1999.
- L’Homme d’aujourd’hui et les astres, fascination et rejet, Plon, 2001.
- Votre Horoscope 2009 (XO / TV Magazine, 2008), paraît tous les ans depuis 1982.
- 2012-2016 : cinq années qui vont changer le monde, XO, 2011.
- Est-il votre Mars, est-elle votre Vénus ?, XO, 2013.
- 2020, le grand tournant, TREDANIEL, 2019.
- Les mémoires de Cassandre. Une vie de révélations, TREDANIEL, 2022.

## Filmographie

### Cinéma
- 1966 : Qui êtes-vous, Polly Maggoo ? de William Klein
- 1966 : Tendre Voyou de Jean Becker
- 1968 : Les Jeunes Loups de Marcel Carné
- 1968 : Faites donc plaisir aux amis (ou Prête-moi ta femme) de Francis Rigaud
- 1969 : Un château en enfer de Sydney Pollack
- 1970 : Il divorzio de Romolo Guerrieri
- 1970 : La Rose écorchée de Claude Mulot
- 1971 : Frustration (ou Les Dérèglements d'une jeune provinciale) de José Bénazéraf
- 1972 : L'Événement le plus important depuis que l'homme a marché sur la Lune de Jacques Demy
- 1972 : Chronique d'une passion (Rolande met de bles) de Roland Verhavert
- 1972 : Le Rempart des béguines de Guy Casaril
- 1973 : Salut l'artiste d'Yves Robert
- 1974 : L'Incorrigible de Philippe de Broca

### Télévision
- 1971 : Christa (série) de Marcel Moussy
- 1972 : Les Dossiers de Maître Robineau de Nat Lilenstein (épisode Cette mort si proche)
- 1973 : Le provocateur (série) de Bernard Toublanc-Michel
- 1973 : Ton amour et ma jeunesse d'Alain Dhénaut
- 1976 : Cinéma 16 (épisode La Manipulation de Denys de La Patellière)

### Sur la thèse de sociologie d'Élizabeth Teissier
- La thèse d'Élizabeth Teissier
- Soutenance de la thèse d'Élizabeth Teissier : récit de la soutenance par Jean-Paul Krivine ; copie.
- Docteur Teissier ? : revue de presse des critiques et défenses de Michel Maffesoli et Élizabeth Teissier, 2001.
- Analyse de la thèse de madame Élizabeth Teissier : expertise collective et interdisciplinaire, 6 août 2001.
- À propos de la thèse de doctorat de Mme Germaine (Élizabeth) Teissier : rapport d'Henri Broch, Laboratoire de Zététique, 2001.
- Revue de presse AFIS : partie 1, partie 2, partie 3, partie 4, 2001.
- Bernard Lahire, Comment devenir docteur en sociologie sans posséder le métier de sociologue ?, Revue européenne des sciences sociales [En ligne], XL-122 | 2002, mis en ligne le 12 décembre 2009, consulté le 21 août 2010.